# Claudia Mauri
Claudia Mauri  (Vizzolo Predabissi, Milán, Italia, 18 de diciembre de 1992) es una futbolista italiana. Juega como centrocampista y actualmente milita en el Napoli Femminile de la Serie A de Italia.

## Trayectoria
Creció en la Riozzese, club femenino de Riozzo, fracción del municipio de Cerro al Lambro. Debutó en el primer equipo, que en ese entonces militaba en la Serie A, el 17 de mayo de 2008, en la semifinal de ida de Copa Italia ante el Sassari Torres, con solo 15 años de edad; sin embargo, logró jugar solo media hora, antes de verse obligada a abandonar el terreno de juego debido a una lesión. En el verano de 2009 fue contratada por el Mozzanica, logrando el ascenso a la máxima división italiana en su primera temporada en el conjunto blanquiazul. Mauri permaneció en este club durante seis temporadas, hasta 2015.

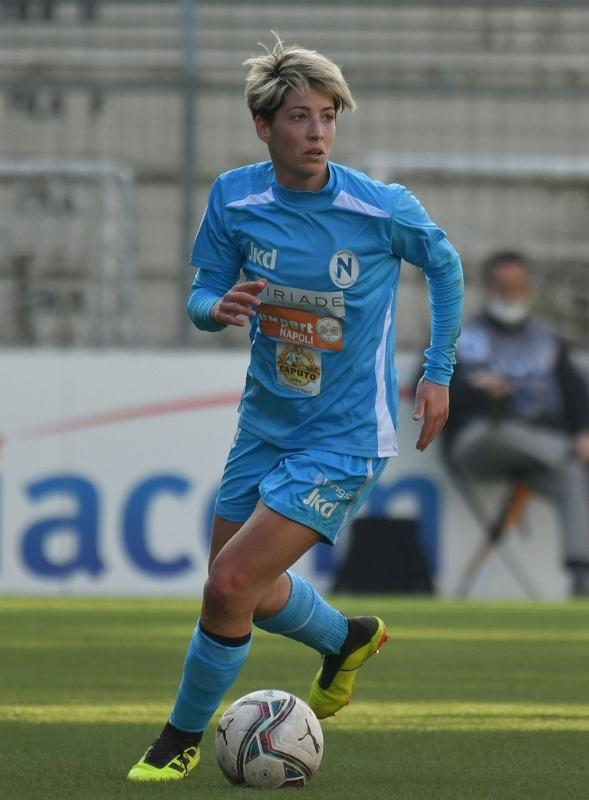
Durante un partido con el Napoli Femminile, temporada 2021-22.

En septiembre de 2016, después de un año lejos de la actividad futbolística por una grave lesión, Mauri decidió volver a jugar en las filas de la Riozzese, recién ascendida a la Serie C regional. En el verano de 2019 fichó por el A. C. Milan, tras una temporada en la Doverese. Militó en el club rossonero durante dos temporadas y media, para luego ser transferida al Napoli Femminile a principios del 2022, con el que ganó la Serie B.

## Selección nacional
Ha sido internacional con las selecciones sub-19 y sub-20 de Italia, participando en la Copa Mundial Femenina de Fútbol Sub-20 de 2012.

## Clubes
| Club               | País   | Año         |
| ------------------ | ------ | ----------- |
| A. S. D. Riozzese  | Italia | 2008 - 2009 |
| A. S. D. Mozzanica | Italia | 2009 - 2015 |
| A. S. D. Riozzese  | Italia | 2016 - 2018 |
| Doverese C. F.     | Italia | 2018 - 2019 |
| A. C. Milan        | Italia | 2019 - 2021 |
| Napoli Femminile   | Italia | 2022 - Act. |

## Palmarés

### Campeonatos nacionales
| Título   | Club               | País   | Año         |
| -------- | ------------------ | ------ | ----------- |
| Serie A2 | A. S. D. Mozzanica | Italia | 2009 - 2010 |
| Serie B  | Napoli Femminile   | Italia | 2022 - 2023 |